# Эменало, Майкл
Майкл Эмена́ло (англ. Michael Emenalo; 4 июля 1965, Аба, Нигерия) — нигерийский футболист, защитник. Участник чемпионата мира 1994 в составе сборной Нигерии.

## Карьера
В 1986 году Майкл переехал в США, где обучался в Бостонском университете по специальности «международные отношения» и изучал политические науки. Также он играл в футбол за команду колледжа с 1986 по 1989 год. Оттуда он играл за бельгийский «Моленбек», немецкий «Айнтрахт» из Трира, английский «Ноттс Каунти». В середине 90-х и с «Ноттс Каунти» он выиграл Англо-итальянский кубок на «Уэмбли». После этого Эменало вернулся в США, где сыграл в первом матче MLS за «Сан Хосе Клэш». Эменало был частью выделенных игроков для высшей лиги американского футбола. Там Майкл провёл один сезон и снова перебрался в Европу, где играл за испанскую команду второго дивизиона «Лериду», которую тогда тренировал Хуанде Рамос. Затем Майкл переехал в Израиль. Там Майкл Эменало познакомился с Аврамом Грантом, когда играл на позиции защитника в «Маккаби» из Тель-Авива под его руководством.

## Сборная
Эманало сыграл 14 матчей за сборную Нигерии и играл на Чемпионате мира 1994, он отсутствовал в первой игре из-за травмы, но затем играл против Аргентины и Греции, Нигерия заняла первое место в группе, но в 1/8 финала, проиграли сборной Италии со счётом 1:2 в дополнительное время.

## Работа в «Челси»
Он пришёл в «Челси», когда его бывший тренер Аврам Грант возглавлял его в 2007 году. Эменало был главой службы скаутов. 18 ноября 2010 года, после увольнения Рэя Уилкинса с поста помощника главного тренера, его назначили вместо него. Но Майкл какое-то время продолжит выполнять скаутские обязанности, пока процесс перевода в новую должность не завершится полностью. Также в первоначальный период работы он будет вынужден совмещать помощь главному тренеру и повышение своей тренерской квалификации.
6 ноября 2017 года Майкл Эменало ушёл в отставку с поста технического директора Челси.